# Webster, Texas
Webster är en stad och förort till Houston i Harris County i Texas. Vid 2010 års folkräkning hade Webster 10 684 invånare.